# Proterotheriidae
De Proterotheriidae zijn een familie van uitgestorven hoefdieren die van het Laat-Paleoceen tot in Laat-Pleistoceen in Zuid-Amerika leefden.

## Kenmerken
De Proterotheriidae waren lichtgebouwde, snelle renners die zich konden ontwikkelen door het ontstaan van grote, open graslanden op het Zuid-Amerikaanse continent, vooral in Argentinië. Het waren kleine tot middelgrote paard- of hertachtige dieren, die echter niet verwant waren met de paarden of herten. Het formaat lag tussen dat van een konijn en dat van een Andeshert. Het primitieve gebit was niet aangepast om te grazen, maar om bladgroen te eten. Typisch is een vermindering van het aantal tenen en de brachydonte of mesodonte tanden.

## Vondsten
Fossielen werden gevonden in Argentinië, Brazilië, Bolivia, Colombia, Chili, Uruguay en Venezuela. Klimaatsveranderingen speelden vermoedelijk een grote rol in het uitsterven van de familie met Neolicaphrium recens als laatst bekende soort.

## Geslachten
- † Caliphrium Ameghino, 1894
- † Eoauchenia Ameghino, 1887
- † Epitherium Ameghino, 1888
- † Guilielmofloweria Ameghino, 1901
- † Heptaconus Ameghino, 1894
- † Heteroglyphis Roth, 1899
- † Lambdaconus Ameghino, 1897
- † Licaphrops Ameghino, 1904
- † Phoradiadius Simpson et al., 1962
- † Polyacrodon Roth, 1899
- † Polymorphis Roth, 1899
- † Tichodon Ameghino, 1894

Onderfamilie Anisolambdinae Cifelli, 1983
- † Anisolambda Ameghino, 1901
- † Paranisolambda Cifelli, 1983
- † Protheosodon Ameghino, 1897
- † Ricardolydekkeria Ameghino, 1901
- † Wainka Simpson, 1935
- † Xesmodon Berg, 1899

Onderfamilie Proterotheriinae
- † Proterotherium Ameghino, 1883
- † Brachytherium Ameghino, 1883 (nomen dubium)
- † Deuterotherium Ameghino, 1895
- † Diadiaphorus Ameghino, 1887
- † Diplasiotherium Rovereto, 1914
- † Eoproterotherium Ameghino, 1904
- † Epecuenia Cabrera, 1939
- † Licaphrium Ameghino, 1887
- † Neobrachytherium Soria, 2001
- † Neolicaphrium Frenguelli, 1921
- † Picturotherium Kramarz & Bond, 2005
- † Prolicaphrium Ameghino, 1901
- † Proterotherium Ameghino, 1883
- † Prothoatherium Ameghino, 1902
- † Tetramerorhinus Ameghino, 1894
- † Thoatherium Ameghino, 1887
- † Villarroelia Cifelli & Guerrero, 1997

Onderfamilie Megadolodinae Cifelli & Villarroel, 1997
- † Megadolodus McKenna, 1956
- † Bounodus Carlini et al., 2006